# Вила Санта Марија (Пескара)
Вила Санта Марија (итал. Villa Santa Maria) је насеље у Италији у округу Пескара, региону Абруцо.
Према процени из 2011. у насељу је живело 438 становника. Насеље се налази на надморској висини од 146 м.